# Руда-Гута (зупинний пункт)
Руда-Гута (пол. Ruda-Huta) — зупинний пункт у селі Руда-Гута на залізничній лінії № 81, у Люблінському воєводстві Польщі, з однією береговою платформою.
У 2017 році зупинка обслуговувала 0-9 пасажирів на добу.

## Зовнішні посилання
- Інформація на bazakolejowa.pl (пол.)
- Ruda Huta у Залізничному атласі Польщі, Чехії та Словаччини – www.atlaskolejowy.net (пол.)